# Bendungan Wonorejo
Bendungan Wonorejo är en dammbyggnad i Indonesien.   Den ligger i provinsen Jawa Timur, i den västra delen av landet, 600 km öster om huvudstaden Jakarta. Bendungan Wonorejo ligger 122 meter över havet.
Terrängen runt Bendungan Wonorejo är kuperad åt nordväst, men åt sydost är den platt. Runt Bendungan Wonorejo är det mycket tätbefolkat, med 2 181 invånare per kvadratkilometer. Närmaste större samhälle är Tulungagung, 11,4 km öster om Bendungan Wonorejo. Omgivningarna runt Bendungan Wonorejo är en mosaik av jordbruksmark och naturlig växtlighet.